# Pobertové
Pobertové (v originále The Marauders) si říkala skupinka nebelvírských studentů v Bradavicích v letech 1971–1978. Píše se o ní v příbězích o Harrym Potterovi od britské spisovatelky J. K. Rowlingové. Členy byli James Potter, Sirius Black, Remus Lupin a Peter Pettigrew.
Chlapci v této skupině byli jedni z nejchytřejších studentů své doby navštěvující Bradavice. Používali své nadání, mimo jiné pro legendární výkony rošťáctví. Vytvořili mapu, která se jmenovala Pobertův plánek a ukazovala Bradavice v každém detailu, včetně všech průchodů, umístění a pohyby obyvatel hradu.
Přezdívky pobertů vznikly z jejich zvířecích podob. Jamesova zvířecí podoba byla jelen, odtud název Dvanácterák (v originále Prongs). Sirius se stal velkým psem a tak vznikla přezdívka Tichošlápek (v originále Padfoot), zatímco Peter  se stal krysou a měl přezdívku Červíček (v originále Wormtail). Remus nebyl zvěromágem, byl vlkodlakem (pokousán Fenrirem Šedohřbetem). Vysloužil si proto přezdívku „Náměsíčník“ (v originále Moony). Tím dal důvod ostatním k tomu, aby se stali zvěromágy, neboť vlkodlak je nebezpečný pouze lidem a když spatří zvěromága ve zvířecí podobě, chová se k němu jako ke zvířeti a neublíží mu. Byli však neregistrovanými zvěromágy a to je trestné. Jeho přátelé však mohli být spolu s Remusem Lupinem po každý úplněk úplně v bezpečí. Jako úkryt pro tyto noci používali Chroptící chýši, ke které vedl vchod zpod Vrby mlátičky.
Jejich velké dílo, Pobertův plánek, byl zabaven školníkem Argusem Filchem. Z jeho kabinetu ho později ukradla dvojčata Fred a George Weasleyovi, kteří ho celých pět let používali pro své účely. V době, kdy byla dvojčata v pátém ročníku, ho předala Harrymu Potterovi (tehdejšímu třeťákovi), aby se dostal do Prasinek, a ten později zjistil, kdo vlastně byli Pobertové - jeho otec, kmotr, oblíbený profesor a také smrtijed. Na to, aby se ukázal plánek, musíte poklepat hůlkou a říct: „Slavnostně přísahám, že jsem připraven ke každé špatnosti,“ (v originále: I solemnly swear that I am up to no Good.) a když chcete, aby zmizel, řekněte: „Neplecha ukončena.“ (v originále: Mischief managed.) Pobertové se vyznačovali svými žerty na Filcheovi, paní Norrisové a Severusi Snapeovi. 